# NFL Xtreme
NFL Xtreme es un videojuego de fútbol americano lanzado para PlayStation en 1998. El juego fue producido por 989 Studios y publicado por Sony Computer Entertainment como un competidor de la serie NFL Blitz de EA Sports.

## Jugabilidad
Básicamente, la jugabilidad era similar al estilo de NFL Blitz , pero era más una versión de jugador casual/arcade de NFL Gameday '98, como NFL Tour ('08, la "próxima generación" NFL Street) y Madden NFL 08 respectivamente hoy en día.

## Recepción
El juego recibió críticas "mixtas" según el sitio web agregador de reseñas GameRankings. Next Generation dijo que el juego "no era NFL Blitz . NFL Mel-O habría sido un título más apropiado". GameFan le dio al juego un reconocimiento universal, más de un mes antes de su lanzamiento en Estados Unidos.

## Secuela
Salió una secuela de NFL Xtreme, y la serie se suspendió poco después. Mike Alstott (Tampa Bay Buccaneers) apareció en la portada de NFL Xtreme. John Randle fue el atleta de portada del segundo juego de la franquicia, NFL Xtreme 2.
El director de cine Oren Peli, conocido por su éxito Paranormal Activity, era programador de NFL Xtreme.